# Ambai (langue)
La langue Ambai appartient à la catégorie des langues austronésiennes parlée en Nouvelle-Guinée indonésienne (province de Papouasie ), principalement sur les îles Ambai ainsi que dans la partie sud de l'île de Yapen. Le nombre de locuteurs natifs est estimé à 10 000. Différents dialectes existent comme le Randawaya, l'Ambai (Wadapi-Laut) et le Manawi.

## Phonologie
L'Ambai possède 19 consonnes et 6 voyelles, indiquées dans les tableaux ci-dessous.
|           | Bilabiale | Labiodentale | Alvéolaire | Palatale | Vélaire | Pharyngale | Glottale |
| --------- | --------- | ------------ | ---------- | -------- | ------- | ---------- | -------- |
| Occlusive | b p       |              | d t        |          | ɡ k     |            |          |
| Nasale    | m         |              | n          |          | ŋ       |            |          |
| Roulée    |           |              | r          |          |         |            |          |
| Fricative | ɸ         | f            | s          | ç ʝ      |         | ħ          | h        |
| Spirante  |           | w            |            | j        |         |            |          |

|         | Antérieure | Centrale | Postérieure |
| ------- | ---------- | -------- | ----------- |
| Fermée  | i          |          | u           |
| Moyenne | ɛ          | ə        | ɔ           |
| Ouverte |            | a        |             |